# Madison (musikgrupp)
Madison var ett svenskt hårdrocks- och heavy metalband som var aktivt i mitten av 1980-talet. Deras sångare var Göran Edman senare med Yngwie Malmsteen, som under bandets sista år ersattes av Anders Möller från Swedish Erotica och Black Ingvars. Med tekniska gitarrer, som i de flesta svenska hårda banden, gjorde Madison melodiösa låtar med starka känslor och hade hits med låtar som "Lay Down Your Arms", "Oh Rendez Vous" och "Give It Back".
Madison bildades 1983 från en omgruppering av bandet Regent som släppt singeln "Lay Down Your Arms" 1982. 1984 spelades debutalbumet Diamond Mistress in och 1986 släpptes Madisons andra skiva Best In Show.
En turné gjordes i bland annat Japan april 1987). 4-spårs-EP:n The Tale släpptes 1987 och var det sista officiella släppet för bandet innan de splittrades.

## Medlemmar
Senaste kända medlemmar
- Conny Sundqvist – basgitarr (1983–1987)
- Göran Edman – sång (1983–1987)
- Peter Fredrickson – trummor, bakgrundssång (1983–1987)
- Anders Karlson – gitarr (1983–1987)
- Pete Sandberg – sång
- Mikael Myllynen (a.k.a. Mike Moon) – gitarr (1984–1987)

Tidigare medlemmar
- Dan Stomberg – gitarr (1983–1984)
- Göran Edman – sång
- Anders Möller – sång

Bidragande musiker
- Magnus Strömberg – keyboard (1986)
- Frederik Adlers – keyboard (1987)

## Diskografi
Studioalbum
- 1984 – Diamond Mistress
- 1986 – Best In Show

EP
- 1987 – The Tale (12" vinyl)

Singlar
- 1982 – "Lay Down Your Arms" (7" vinyl) (som Regent)
- 1985 – "Give It Back" (7" vinyl)
- 1986 – "Shine" (7" vinyl)
- 1989 – "Northern Lights" (7" vinyl)